# Newfoundland a Labrador
Newfoundland a Labrador (angl. Newfoundland and Labrador, fr.: Terre-Neuve-et-Labrador, ir.: Talamh an Éisc agus Labradóir, lat.: Terra Nova) je kanadská provincie. Sestává z ostrova Newfoundland a severovýchodní části poloostrova Labrador. Původně se jmenovala pouze Newfoundland (stejně jako v běžné mluvě i dnes) a mezi lety 1907 až 1934 byla britským dominiem. V roce 2001 dostala výše uvedené oficiální jméno. Má rozlohu 405 202 km² a přibližně 511 tisíc obyvatel. Hlavním a zároveň největším městem je St. John's na jihovýchodním pobřeží ostrova Newfoundland (poloostrov Avalon), kde žije asi pětina (a v celé aglomeraci asi třetina) obyvatel celé provincie. V provincii existují početně významné irsky, skotsky a francouzsky mluvící jazykové menšiny. Většina obyvatelstva se hlásí ke křesťanství, z toho k protestantství asi 60 % a ke katolické církvi 37 %.

## Historie
Od roku 1713 patřil Newfoundland definitivně Velké Británii (počátky kolonizace spadají už do roku 1583) a v roce 1855 se stal britskou kolonií. Po vzniku Kanady se k ní nepřipojil a roku 1907 byl prohlášen samostatným britským dominiem. Zatímco Kanada získala v roce 1931 Westminsterským statutem formální nezávislost, Newfoundlandu byl roku 1933 status dominia odebrán a jeho ústava suspendována. Stalo se tak v důsledku ekonomického zhroucení v době světové hospodářské krize a po vnitřních třenicích. Vládu poté převzala britská správa. Součástí Kanady (jako 10. provincie o poněkud zmenšené rozloze) se stal Newfoundland až v roce 1949.